# المركز القومي للترجمة
المركز القومي للترجمة مؤسسة قومية مصرية غير ربحية أُنشئت بقرار جمهوري في أكتوبر 2006، وتتبع وزارة الثقافة المصرية.